# Nynorsk

Karte der offiziellen Standardschriftsprache in den norwegischen Kommunen
Bokmål
Nynorsk
neutral

Nynorsk (deutsch Neunorwegisch) ist neben Bokmål eine der beiden offiziellen Standardvarietäten des Norwegischen. Als skandinavische Sprache wurde Nynorsk von dem Sprachwissenschaftler Ivar Aasen Mitte des 19. Jahrhunderts entwickelt. Aktuelle Untersuchungen zum Gebrauch in Schulen, auf der Post, unter Rekruten etc. zeigen, dass etwa 10 bis 15 Prozent der norwegischen Bevölkerung Nynorsk bevorzugen. Bokmål (wörtlich „Buchsprache“) wurde hingegen aus der dänisch-norwegischen literarischen Tradition entwickelt und wird von der Mehrheit der norwegischen Bevölkerung verwendet. Nynorsk und Bokmål werden vorwiegend als Schriftsprachen gebraucht und sind in mündlicher Form unüblich; die meisten Norweger sprechen in der Regel einen regionalen Dialekt oder, besonders im Südosten, zunehmend einen bokmålnahen Regiolekt. Trotzdem kann Nynorsk für die Mehrheit der Mundarten besser als Dachsprache dienen, was manchmal zu der verwirrenden Aussage führt, es gebe Personen, die Nynorsk als gesprochene Sprache verwendeten.

## Entwicklung und Verbreitung
Ivar Aasen bildete aus traditionellen, zumeist west- und zentralnorwegischen Dialekten eine neue Schriftsprache. Diese Arbeit ist im Zusammenhang mit der nationalromantischen Rückbesinnung auf eine als ursprünglich gedachte norwegische Kultur zu sehen, die während der 400 Jahre dauernden dänischen Fremdherrschaft in den Hintergrund gedrängt worden sei. Es handelte sich also um ein nationales Unterfangen, nach der Trennung von Dänemark im Kieler Frieden vom 14. Januar 1814 eine eigenständige norwegische Nation mit einer eigenständigen nationalen Sprache zu schaffen.
In den Reformen von 1917 und 1938 wurde Nynorsk auch vermehrt dem Ostnorwegischen hin geöffnet, und insbesondere die sehr konservativen Elemente des Zentralnorwegischen (Midlandsmål) traten seither stark in den Hintergrund. Vor 1929 wurde Nynorsk Landsmål („Landessprache“) genannt.
1894 erschien mit dem Gesetz zur Festlegung einer einheitlichen Normalzeit (Log um sams normaltid fyr kongeriket Norig) zum ersten Mal ein Gesetzestext auf Nynorsk bzw. Landsmål. Gesetze und Verordnungen liegen in Norwegen nicht in beiden Varietäten vor, sondern entweder auf Bokmål oder auf Nynorsk. Etwa 15 % des geltenden Rechts in Norwegen waren 1995 auf Nynorsk verfasst.
Im Jahr 2005 wurde die Initiative Slepp nynorsken til! gegründet, die versuchte, durch das Sammeln von Unterschriften die Verbreitung von Nynorsk in der norwegischen Presselandschaft voranzutreiben. Ziel war es, dass ein Gesetz verabschiedet würde, dass alle Zeitungen beide Sprachformen verwenden müssen. Die Initiative blieb jedoch erfolglos.
Am 1. August 2012 trat eine weitere Rechtschreibreform in Kraft. Ein Hauptanliegen der Reform war es, den Unterschied zwischen voll anerkannten und bedingt anerkannten Parallelschreibungen und -formen aufzuheben; seither gibt es nur noch gleichberechtigte Varianten. Im Vorfeld der Reform öffnete der Språkrådet ein Internetforum, in dem Vorschläge für die neue Rechtschreibung von allen Internetnutzern gemacht und diskutiert werden konnten. Der obligatorische Nynorsk-Unterricht für norwegische Schüler geriet 2013 wieder in die Kritik.

## Literarische Vertreter
Zu den auf Nynorsk schreibenden Schriftstellern gehören Olav Aukrust, Bernhardine Catharine Brun, Elias Blix, Olav Duun, Johan Falkberget, Kjartan Fløgstad, Jon Fosse, Arne Garborg, Frode Grytten, Ragnar Hovland, Ruth Lillegraven, Eldrid Lunden, Olaug Nilssen, Maria Parr, Agnes Ravatn, Per Sivle, Carl Frode Tiller, Lars Amund Vaage, Tarjei Vesaas und Aasmund Olavsson Vinje.
A. O. Vinje gab von 1858 bis 1870 mit Dølen die erste Zeitschrift heraus, die in Landsmål verfasst war und für den Gebrauch der neuen Sprache eintrat.

## Struktur
Linguistisch werden beide Varietäten ausführlich im Artikel norwegische Sprache beschrieben. Ein erstes deutliches Merkmal zur Bestimmung, um welche Varietät es sich bei einem konkreten norwegischen Text handelt, sind die unbestimmten Artikel:
| Genus      | Bokmål    | Nynorsk | Deutsch    |
| ---------- | --------- | ------- | ---------- |
| Maskulinum | en rev    | ein rev | ein Fuchs  |
| Femininum  | en/ei sol | ei sol  | eine Sonne |
| Neutrum    | et hus    | eit hus | ein Haus   |